# Parapenaeon consolidata
Parapenaeon consolidata är en kräftdjursart som beskrevs av Richardson 1904. Parapenaeon consolidata ingår i släktet Parapenaeon och familjen Bopyridae. Inga underarter finns listade i Catalogue of Life.